# Мауна-Лоа
Мау́на-Ло́а (гав. и англ. Mauna Loa — «длинная гора») — действующий щитовой вулкан высотой 4169 метров на острове Гавайи. Относится к группе мегавулканов по объёму и площади подошвы — второй на Земле после Массива Таму. Объём Мауна-Лоа оценивается в 75 000 км³, хотя его высота всего на 36 м меньше, чем у соседнего вулкана Мауна-Кеа. Между конусами вулканов расстояние составляет примерно 56 км.

## Описание вулкана
Вулкан Мауна-Лоа расположен в центральной части острова Гавайи. Этот остров самый южный и крупный среди Гавайских островов, омываемых Тихим океаном. С юга он граничит с вулканом Килауэа, а с севера — с Мауна-Кеа.
Высота вулкана над уровнем моря — 4 169 метров (второй по высоте на Гавайских островах после Мауна-Кеа). Относительная высота, если считать от океанского дна, составляет 9800 метров, что на 403 метра ниже Мауна-Кеа, но на 952 метра выше Джомолунгмы.
Мауна Лоа представляет собой типичный щитовой вулкан, в виде плосковершинной возвышенности неправильной, вытянутой формы с пологими склонами. На вершине расположена вытянутая гигантская кальдера — Моку-авеовео (гав. Moku'āweoweo), размером 4,8x2,4 км, глубиной до 180 м. c цепью боковых мелких кратеров.
В результате активного излияния лавовых потоков, слабо подверженных эрозионному расчленению, и малого количества осадков крутые склоны и речная сеть на вулкане практически не развиты, а склоны имеют уклоны малой и средней крутизны.

### Климат
Климат на вулкане — тропический, морской. Значительное влияние на него оказывают северо-восточные пассаты. Они носят устойчивый характер летом, и непостоянный зимой.
Вершина Мауна-Лоа в зимнее время (январь-март) часто покрыта снегом, несмотря на то, что на побережье острова температура никогда не опускается ниже + 20 °С.
На склонах вулкана, где нет заметной хозяйственной деятельности, хорошо видна вертикальная природная зональность: от прибрежных степей к влажным лесам, горным лугам и высокогорной каменистой тундре. Южные и западные склоны вулкана получают меньше осадков, так как находятся в ветровой тени. На Восточных склонах, в зоне конденсации облаков, на высотах около 1000 м выпадает большое количество осадков. Там растут вечнозелёные влажные тропические леса.

### Растительный и животный мир

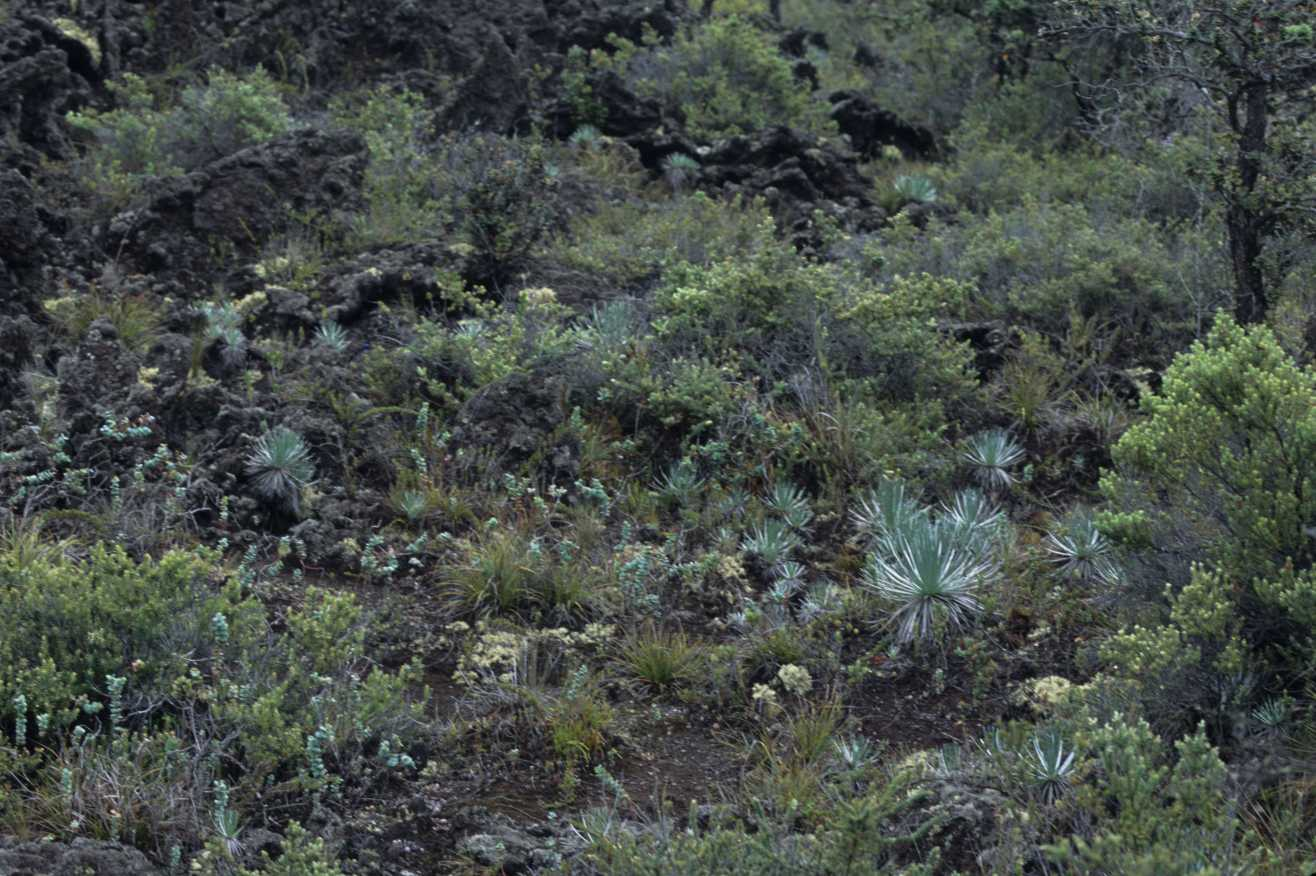
Растительный мир склонов вулкана.

Вершина и юго-восточный склон входят в состав национального парка Хавайи-Волкейнос, входящего в Список Всемирного наследия ЮНЕСКО. Основное число видов растений и животных обитающих на Мауна-Лоа — эндемики. Остро стоит вопрос воздействия на местную флору и фауну завезённых человеком видов, чуждых для местных экосистем, особенно мангустов, кабанов и коз.

### Геология
Второй по объёму из всех вулканов Земли (после подводного массива TAMU) и самый большой по объёму активный вулкан (считая подводную часть) — 80 000 кубических километров. Угрозы взрыва вулкан не представляет, так как относится к гавайскому типу вулканов. По размеру и массе Мауна-Лоа принадлежит к мегавулканам (не путать с супервулканами).

## История

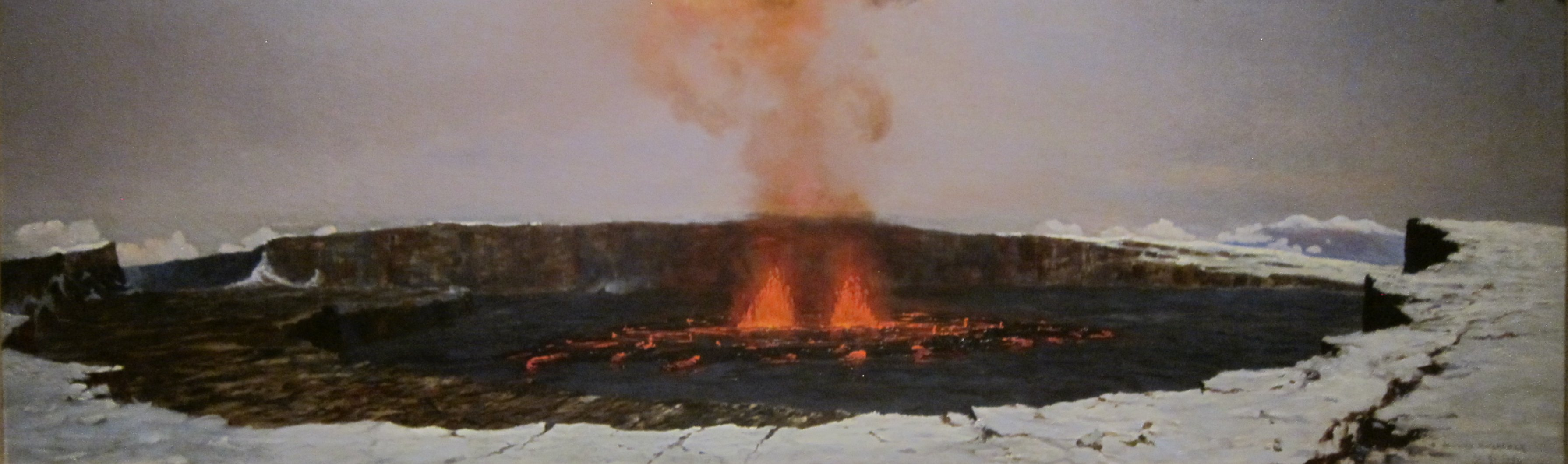
Вершина Мауна-Лоа во время извержения 1896 года.

Вулкан начал образовываться более 700 000 лет назад над Гавайской горячей точкой, деятельность которой привела к формированию цепи Гавайских островов за несколько десятков миллионов лет. Выше уровня моря вулкан поднялся, вероятно, около 400 000 лет назад, а самые древние датировки для вулканических горных пород не превышают 200 000 лет.
Извержения
Года крупных извержений: 1750 (по рассказам), 1832, 1843, 1849, 1851—1852, 1855, 1859, 1865, 1868, 1870—1873, 1875—1877, 1880, 1887, 1892, 1896, 1899, 1903, 1907, 1914, 1916, 1919, 1921, 1926, 1929, 1933, 1935, 1940, 1942—1944, 1949—1950, 1968—1969, 1973, 1975. Последнее извержение вулкана в XX веке происходило в 1984 году, с тех пор до 2022 года извержений не было. С 28 ноября 2022 года началось новое извержение.
- Извержение вулкана Мауна-Лоа (1984)
- Извержение вулкана Мауна-Лоа (2022)

## Гавайская мифология
Вулкан Мауна-Лоа связывался гавайцами с одной из сестёр богини вулканов и огня — Пеле.
Сёстры борются друг с другом, поэтому между вулканами Мауна-Лоа и Мауна-Кеа часто дуют очень сильные ветра.

## Научные наблюдения

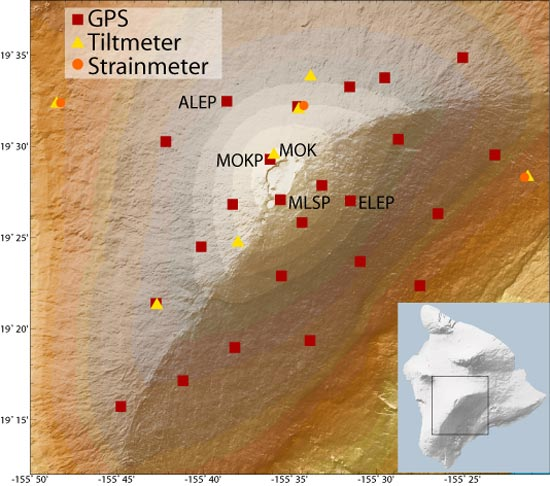
Сеть GPS-станций и датчиков на склонах вулкана

На северном склоне у вершины Мауна-Лоа расположена атмосферная (погодная) обсерватория, измеряющая концентрацию углекислого газа в атмосфере. Её данные используются в глобальном мониторинге состояния атмосферы и в анализе проблем, связанных с глобальным потеплением климата. Её данные по изменению содержания углекислого газа в земной атмосфере благодаря выгодному географическому положению признаны эталонными.
Исследованием Солнца занимается Гавайская Солнечная Обсерватория, также расположенная вблизи вершины вулкана.
Мониторинг за деятельностью вулкана ведётся Гавайской вулканической обсерваторией начиная с 1912 года.

## Галерея

Активный вулкан Мауна-Лоа
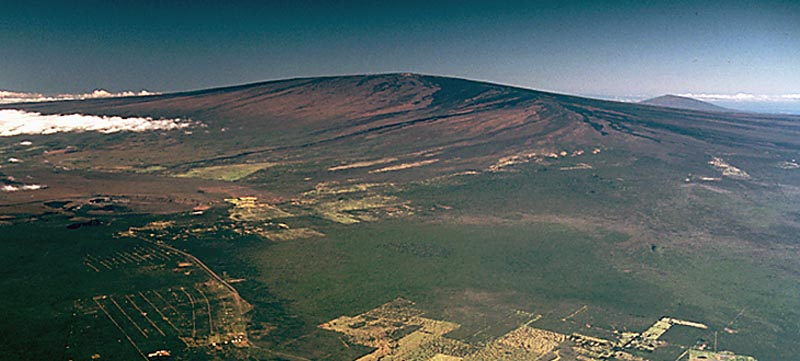
Вид на северный склон с самолёта
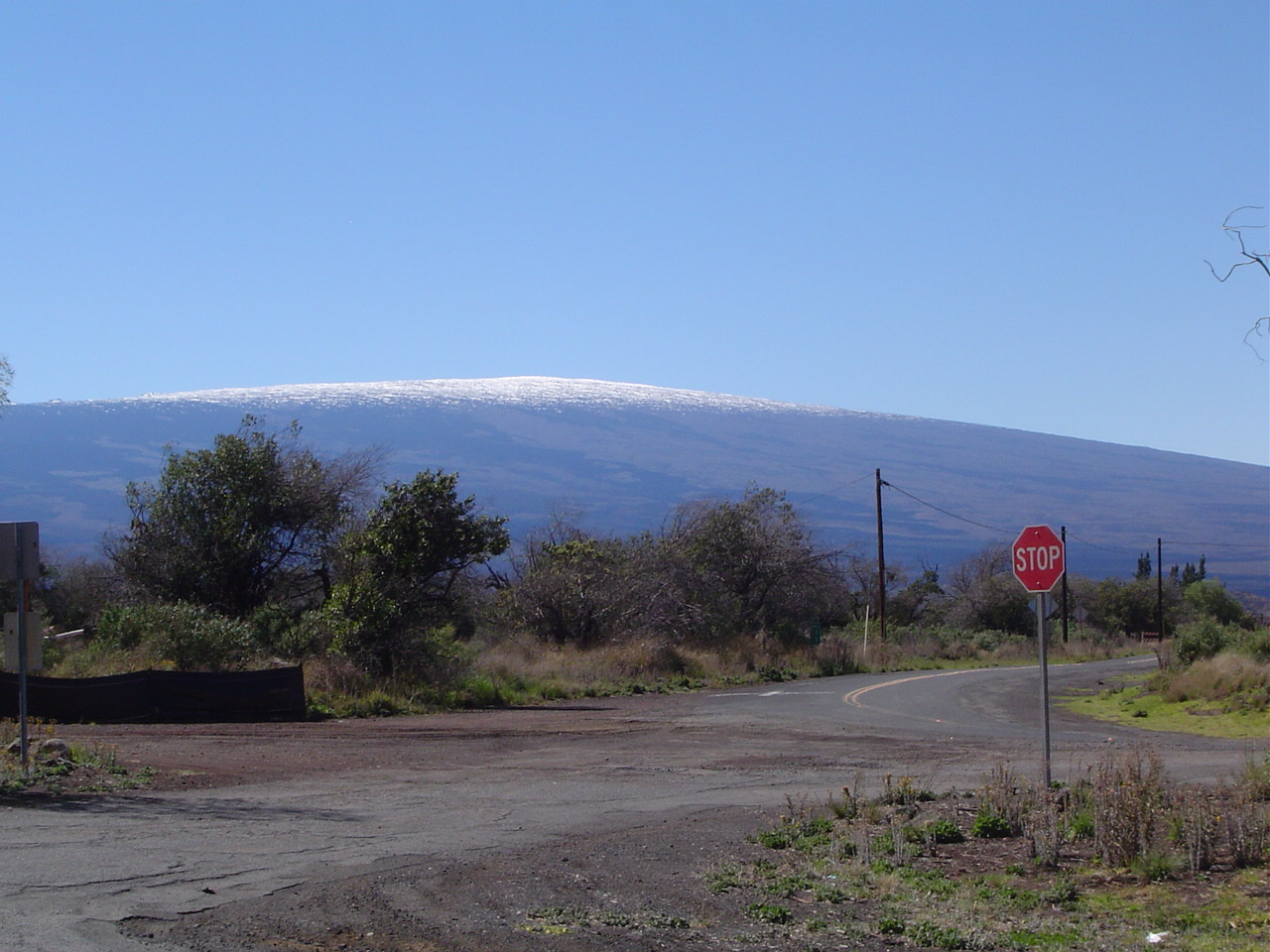
Снег на вершине (Северный склон)
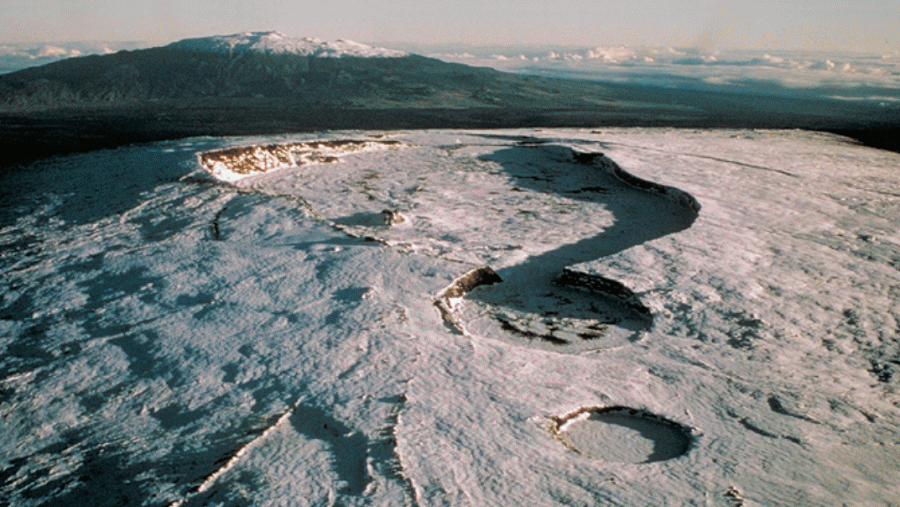
Заснеженная вершина с кальдерой (Мокуавеовео)
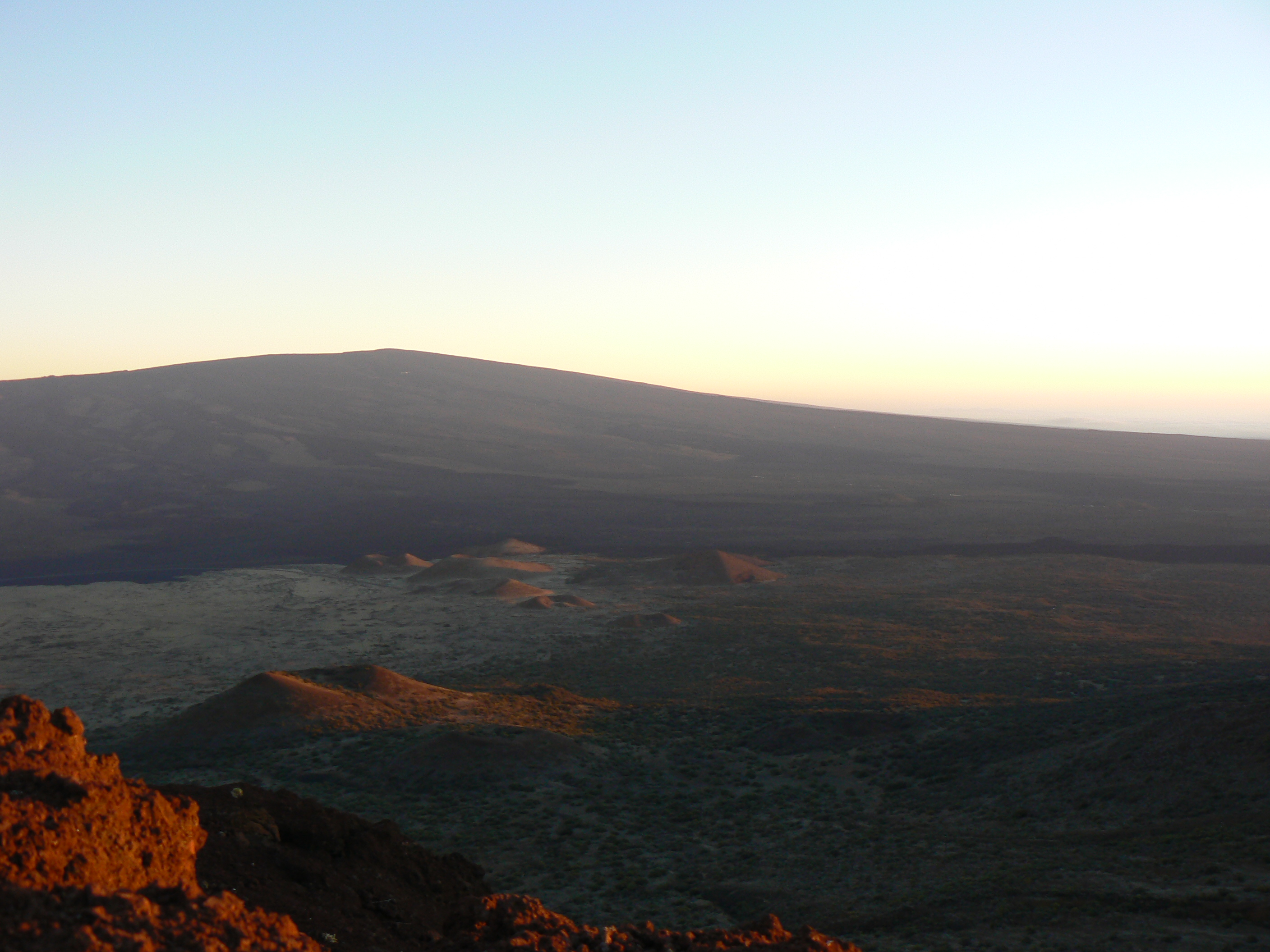
Вид на Мауна-Лоа и шлаковые конусы с Мауна-Кеа
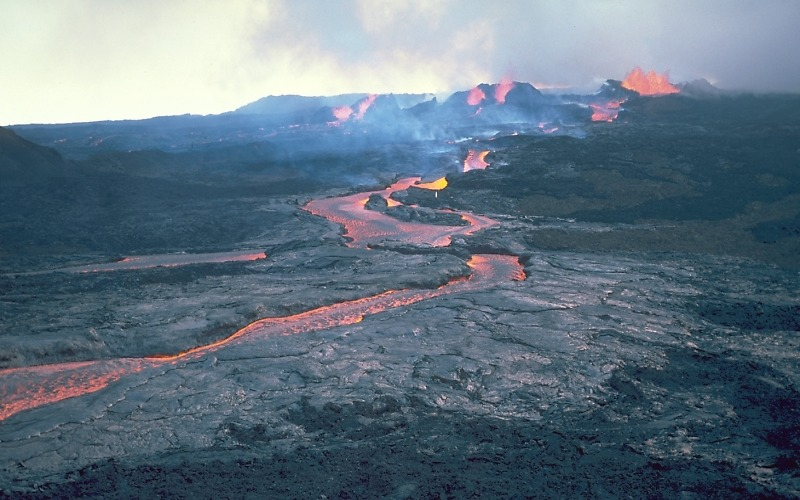
Извержение 1984 года
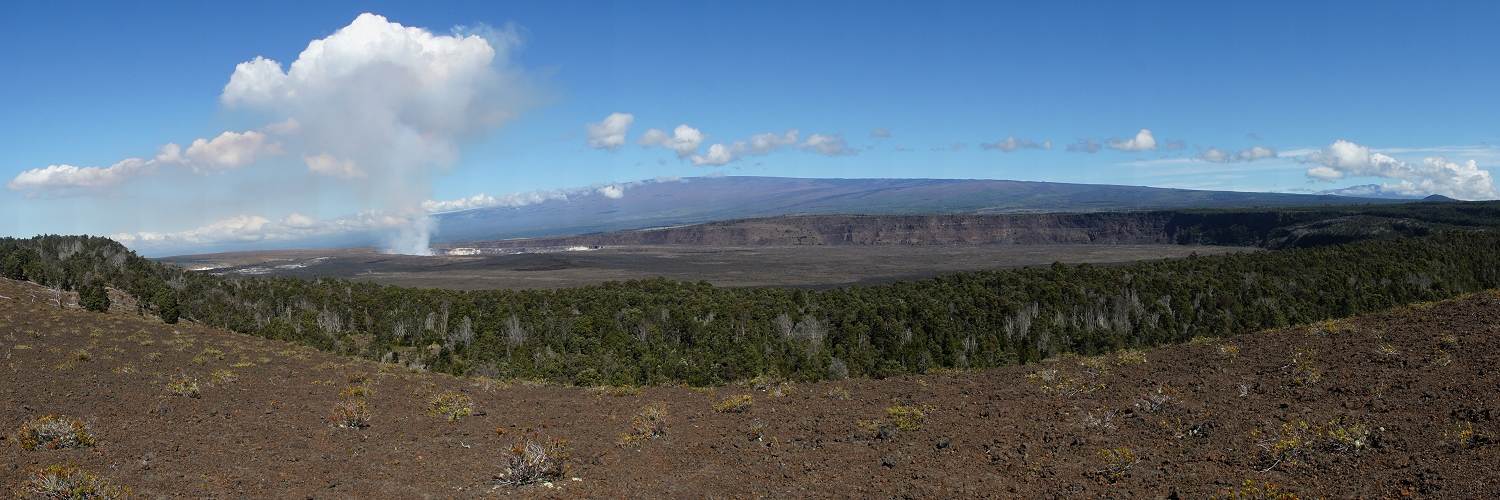
Кальдера Килауэа и Мауна-Лоа, 2017 год